# 절멸 수용소
절멸 수용소(絶滅収容所, 영어: Extermination camp, 독일어: Vernichtungslager)는 아우슈비츠 강제 수용소, 헤움노 강제 수용소, 베우제트 강제 수용소, 마이다네크 강제 수용소, 소비보르 강제 수용소, 트레블링카 강제 수용소 등 6개의 강제 수용소를 가리키는 말이다. 절멸 수용소라는 명칭은 공식적으로 존재한 적이 없으나, 실제 역할에 있어서 다른 강제 수용소와 구분된다.
대량학살을 목적으로 둔, 나치 독일이 제2차 세계대전 당시 설립한 강제 수용소의 일종이다. 절멸 수용소는 전쟁 중 절멸 정책의 마무리로 지어졌다.  사체는 평상시엔 소각되거나 혹은 매장되었다. 나치가 절멸시키려고 한 것은 주로 유대인과 집시다. 소련군 포로나 동성애자,  폴란드인도 포함되었다.

## 용어
절멸 수용소(Vernichtungslager)와 죽음의 수용소(Todeslager)는 대체로 동의어이며, 일반적으로 이송된 사람들에 대한 집단 학살을 주된 목적으로 설치된 강제 수용소를 가리킨다. 이러한 수용소는 범죄 행위에 대해서 형벌을 주기보다, 수감 대상 자체의 절멸에 초점을 맞추었다.
나치 독일의 절멸 수용소는 강제 수용소와는 차이가 있었다. 나치의 수용소 중 다하우 강제 수용소나 베르겐 벨젠 강제 수용소와 같은 강제 수용소는 '국가의 적' 을 투옥해 강제 노동을 실시하는 장소이며, 절멸을 목적으로 하는 것은 아니었다. 대량학살 초기에는, 유대인도 주로 이러한 수용소에 보내졌지만, 1942년 이후는 그 대부분이 절멸 수용소에 보내졌다.
절멸 수용소는 강제 노동 수용소(Arbeitslager)와도 구별된다. 강제 노동 수용소는, 포로를 포함한 여러 죄수에게 노동을 실시하는 목적으로, 독일이 점령한 모든 나라에 만들어진 수용소다. 많은 유대인이 이러한 수용소에서 죽을 때까지 일하게 되었지만, 유대인의 노동력은 독일의 전력으로서 유용한가 아닌가와 관계없이 절멸 수용소에 보내졌다. 대부분의 나치의 수용소에서는 처형이나 기아, 질병, 피로 때문에 사망률이 높았지만, 절멸 수용소는 절멸을 목적으로 하고 있었다.
1942년 9월 전반에는 이미 슈츠슈타펠에 속한 의사가 독가스에 의한 살육을 목격해, '그들은 장난으로 아우슈비츠를 절멸 수용소(das Lager der Vernichtung)라고 부르고 있는 것은 아니다.'라고 일기에 썼다고 여겨지지만, 이 의사가 누구인가는 불명하다. 아돌프 아이히만의 부관의 한 명 디터 비슬리체니 (Dieter Wisliceny) 는, 뉘른베르크 재판에서 증언대에서, 절멸 수용소를 질문받아 아우슈비츠 강제 수용소와 마이다네크 강제 수용소가 그것이라고 대답했다. 마우트하우젠 강제 수용소, 다하우 강제 수용소, 부헨발트 강제 수용소는 어떻게 구별되는지 물으면, '아이히만의 부문에서 보면, 통상의 강제 수용소였다' 라고 대답했다.

## 수용소
대량학살에 관한 최신의 보고서의 대부분에서, 여섯 군데의 강제 수용소가 절멸 수용소로 인정되고 있다. 그것들은 모두 독일 점령하의 폴란드에 있었다. 낡은 보고서에서는 다른 강제 수용소가 절멸 수용소였다고 여겨지고 있었다.
- 아우슈비츠 강제 수용소
- 헤움노 강제 수용소
- 베우제츠 강제 수용소
- 마이다네크 강제 수용소
- 소비보르 강제 수용소
- 트레블링카 강제 수용소

이 중 아우슈비츠 강제 수용소와 헤움노 강제 수용소는 독일이 병합한 폴란드 서부에 있고, 다른 4개는 독일 점령하의 폴란드 총독부에 놓여졌다.
로코트 공화국의 근처나 공화국 내(현재의 벨라루스)에 이미 한 절멸 수용소 Maly Trostenets가 존재했다. 바르샤바 강제 수용소에서의 살해의 규모나 경향은 여전히 논쟁적으로 되어 있다.
'유태인 문제의 최종적 해결'(Endlosung der Judenfrage)이라는 완곡한 표현이 유태인에 대한 조직적인 살육을 표현하는 말로서 나치스에 의해서 사용되었다. 이것의 실행은 1942년 1월의 반제 회의에서 결정되어 아돌프 아이히만의 지휘 하에 집행되었다. 라인하르트 작전 (폴란드계 유태인 절멸 작전) 안에 트레브린카 강제 수용소, 베우제트 강제 수용소, 소비볼 강제 수용소가 건설되었다.
아우슈비츠 제2 강제 수용소 비르케나우는 아우슈비츠 강제 수용소의 일부이며, 또 르브린 강제 수용소에도 노동 수용소가 있던 것에 대해 라인하르트 작전에서 지어진 강제 수용소와 헤움노 강제 수용소(마이네다크)는 '순전한' 절멸 수용소이며, 바꾸어 말하면, 많은 사람들(주로 유태인)을 도착하자마자 살육하기 위해 단독으로 특수하게 만들어진 것이다. 이러한 수용소에 도착해 즉석에서 살해당하지 않았던 죄수는 절멸의 과정에 직접 관계하는 노예 노동(예를 들면 가스실로부터 시체를 옮기기 시작하는 작업 등)에 종사 당하는 사람들뿐이었다.
이러한 수용소는 최소 한의 주거와 설비 밖에 필요하지 않고, 한 변이 수백 미터 정도로 작았다. 도착한 죄수에 대해서는 더 동쪽으로 이동하기 전 중계지점 또는 노동 수용소에 도착했을 뿐이라는 설명 밖에 주어지지 않았다.

## 희생자의 수

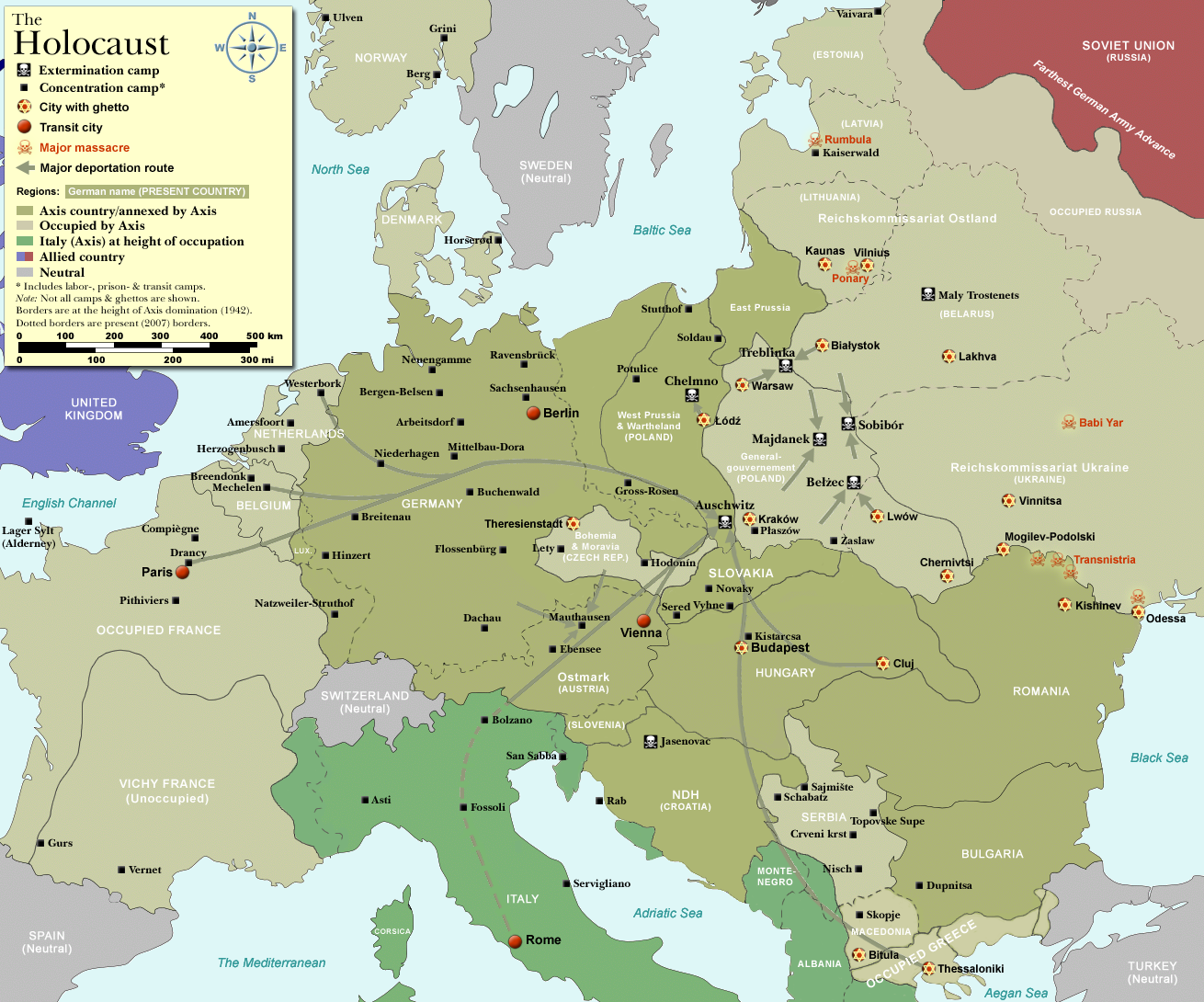
절멸 수용소에의 주된 수송로

근년의 추정에 의하면, 대량학살의 희생자수는 유대인이 510만명(집아이가 100-200만명), 로마나 공산주의자, 사회주의자, 동성애자가 합해 50만명이다. 대량학살에 의해 전유대인의 3분의 1, 유럽의 유대인에 한정하면 실로 3분의 2가 살육 되었다. 폴란드계 유대인에 이르러서는, 그 90%가 살해되고 있다. 각 수용소에서 살해당한 인원수는, 대개 다음과 같이 추정되고 있다.
- 아우슈비츠 강제 수용소: 약 1,100,000[5]
- 트레블링카 강제 수용소: 적어도 700,000[6]
- 베우제트 강제 수용소: 약 434,500[7]
- 소비볼 강제 수용소: 약 167,000[8]
- 헤움노 강제 수용소: 약 152,000[9]
- 르브린 강제 수용소(마이네다크): 78,000[10]
- Maly Trostenets: 적어도 65,000[11]

합계는 250만명을 넘어 그 중 80% 이상이 유태인이다. 따라서, 이러한 절멸 수용소에서 살해당한 유대인의 수는, 폴란드 국내에서의 거의 모든 유대인을 포함하고, 나치스의 대량학살로 살해당한 유대인 전체의 약 반수를 차지한다.

## 폴란드인의 견해
1989년의 민주화 이후의 폴란드 정부를 포함해 폴란드 외무성이나 폴란드인에 의한 조직의 상당수는, 점령하의 폴란드에 있던 나치스의 절멸 수용소를 '폴란드의 수용소'라고 부르는 것은, 폴란드가 설립한 수용소일 것 같은 인상을 주는 표현이며, 무지 또는 악의에 의하는 것으로 하고 있다. 그 때문에 이러한 조직은, 이것에 비슷하는 표현이 이용되지 않은가 감시하고, '점령하 폴란드에서의(나치스의) 수용소'라고 하도록 요구하고 있다.
폴란드는 1939년에 나치스 독일의 침공을 받아 점령되어 정부는 런던에 망명하고 있다. 제2차 세계대전중 나치스 독일에 협력한 괴뢰 정권이 있던 것이 아니고, 폴란드에 절멸 수용소를 둔다는 결정을 내린 것은 독일인이다. 나치스가 점령하의 폴란드에 절멸 수용소를 둔 이유는 단순하다.
- 폴란드는 유럽 최대의 유태인 인구를 거느리고 있었다.
- 동구의 철도망은 모두 나치스의 군사 행동에 의해서 괴멸 상태에 있었기 때문에, 세계사상 최대의 군사 작전이 전개되고 있던 동부 전선의 후방에서, 유태인을 그 이상 먼 곳까지 이송하기 위해서 몇 만이라는 철도 차량을 편성하는 것은 병참학문적으로 불가능했다.
- 절멸 수용소의 존재는 독일의 일반 시민에게는 극력 비밀로 해 둘 필요가 있었다.

일반적으로 생각되고 있는 것과는 달리, 전쟁 전의 폴란드에서의 반유태주의의 정도는 독일의 정책 결정에 영향을 미칠 정도의 것은 아니었다. 점령하의 폴란드에서는 유태인을 지원하는 어떠한 행위도 상당한 죄로 여겨져, 다른 사람의 집에 몸을 숨긴 유태인이 발견되었을 경우, 그 집에 사는 가족 전원이 사형에 곳 되었을 정도이다. 이것은 유럽의 피점령지역에서 가장 가열인 법률이, 그러한 벌칙이 필요하게 과연, 많은 폴란드인이 유태인을 지원하고 있던 것을 반영하고 있다. 실제로, 대량학살의 한중간에 나치스의 손으로부터 유태인의 생명을 구한 비유태인에 대해서, 전후 이스라엘의 야드바솀 (Yad Vashem, 대량학살 기념관)로부터 '제국민안의 정의의 사람'의 칭호를 주어진 인물은, 폴란드인이 가장 많다. 유태인 혹은 유태인의 닉타인물을 공갈하거나 어떠한 형태로 나치스의 유태인 학살을 도운 폴란드 시민은, 국내군이나 그 외의 레지스탕스 운동에 의해서 대 독일 협력자라고 보여져 후에 사형 선고를 받게 되었다.

## 수용소의 운영
이러한 수용소에서의 살육 방법은, 일반적으로는 가스실에서 독가스를 이용한 것이다. 아우슈비츠의 소장인 루돌프 회스 (Rudolf Hoess, 나치스당 부총통의 루돌프 헤스 Rudolf Hess와는 딴 사람)는 대량 사살에 종사한 특별 행동 대원(Einsatzkommando, SS의 지휘하에 있던 준군사 조직)의 대부분이 '그 이상 피바다 투성이가 되는 것에 견딜 수 없게 되어'발광하거나 자살을 시도했다고 전후가 되고 나서 적고 있다. 살해당한 사람들의 사체는 소각로로 처분되어(옥외에서 신을 이용해 굽고 있던 소비볼 수용소는 제외하다.), 유회는 묻거나 뿌려졌다. 아우슈비츠는 사체의 수가 너무 많아서, 묻거나 신으로 태워서는 처리가 따라 잡지 못했다. 이것들 대량의 시체를 처분하기 위해서는, 트프후 운트 제이네사( Topf und Sohne) 와 계약해 건조한 특주의 시체 전용 소각로를 밤낮 묻지 않고 운전할 수 밖에 방법이 없었다.
수용소의 운영 방법은 각각 약간 차이가 났지만, 모두 가능한 한 효율적으로 대량 살육을 실시하기 위해서 설계되고 있었다. 일례로서 SS의 위생 학연 연구소 소원인 클트 게르슈타인 중위가, 스웨덴의 외교관에 대해서 자신이 수용소에서 본 것을 전한 전시중의 증언이 있다. 그는 1942년 8월 19일(당시의 수용소는 주로 가솔린엔진으로부터 발하는 일산화탄소를 가스실에서 이용하고 있는 것)에 베우제트에 도착하고, 45량의 열차에 담긴 6,700명의 유태인이 강판 당하는 것을 자랑스러운 듯하게 보여졌다. 그 많게는 이미 사망해 있었지만, 살아 남은 사람도 알몸으로 가스실에 보내져 갔다. 그 때의 모습에 대해 게르슈타인은 다음과 같이 증언하고 있다.

학켄호르트 소위는 엔진을 움직이려고 열심히 노력하고 있었지만, 엔진은 돌지 않았다. 비르트 대위가 왔다. 내가 불운하게 휩쓸린 것을 그가 신경쓰고 있는 것이 간파할 수 있다. 여하튼 나는 기다렸다. 나의 스톱 워치는 50분을 나타내, 이윽고 70분을 나타냈지만, 그런데도 디젤은 움직이지 않았다. 유태인들은 가스실 안에서 기다리고 있다. 쓸데 없는 일이다. 그들의 훌쩍거려 울음이 들려 파넨슈티르 교수가 판자문의 창을 들여다 보면서 '마치 유대 교회당이다'라고 했다. 화를 낸 비르트 대위가, 학켄호르트의 우크라이나인 조수의 얼굴을 12, 3회편 쳤다. 스톱 워치가 2시간 49분을 나타냈을 무렵, 간신히 디젤이 움직이기 시작했다. 이 시점에서, 4개의 방 즉 45입방미터×4의 공간에 갇힌 750명×4의 유태인들이 살아 있었다. 그리고 25분이 경과. 조금의 사이만 실내를 전등으로 비추었기 때문에, 대부분이 이미 사망해 있는 것이 창으로부터 엿봐진다. 28분 , 생존자는 약간 이름을 남길 뿐되었다. 그리고 32분째에 전원 사망. … … 치과의들이 돈의 의치나 다리 의치, 치관 등을 쇠망치로 쳐 단조하고 있었다. 비르트 대위도 그 중에 있었다. 이러한 일이 그의 본령인 것 같아서, 나에게 치아가 막힌 캔을 과시하고 그는 말했다. '보게, 이 돈의 무게를! 어제와 그저께에만 이 정도다. 우리가 매일 얼마만큼을 찾아내고 있는지, 너에게는 상상도 안 되겠지. 달러에 다이아, 거기에 돈이다. 너에게도 그 중 안다고도!'
헤스에 의하면, 유태인에 대해서 최초로 트크로B가 사용되었을 때는, 이 구제를 위한 소독 가스라고 설명되고 있었음(실제, 트크로 B는 원래 살충제로서 개발된 것이다.)에도 불구하고, 이미 많은 죄수가 스스로는 살해당하는 것은 아닐까 생각하고 있었다. 그 결과, 후일 가스 처리를 실시할 때에 '귀찮은 사람'이 될지 모르는 죄수를 선별하기 위한 노가 놓치게 되어, 이러한 죄수는 격리된 후 은밀하게 사살되었다. 유태인들에게 불안을 주지 않도록, 존다코만드 (Sonderkommando, 자신의 연명과 교환에, 다른 죄수를 가스실에 보내거나 시체를 정리하거나 하는 직무을 떠맡은 유태인에 의한 특수부대)의 대원들은 가스실안까지 죄수에게 시중들어, 도어를 닫을 때까지 남아 있도록 지시받았다. 이 '진정 효과'를 높이기 위해, SS의 위병도 가스실의 입구에 서는 것으로 하고 있었다. 죄수들이 자신의 운명에 대해 생각할 틈을 주지 않기 위해, 가급적 신속하게 의복을 벗도록 명령이 내려지고 진척을 늦출지도 모르는 죄수에 대해서는 존다코만드가 심부름마저 했다.
가스 처리되는 유태인들을 안심시키기 위해서, 존다코만드는 수용소에서의 생활에 대해 이야기하거나 아무것도 문제는 없다고 설득했다. 젖먹이를 거느린 유태인 여성의 상당수는, 소독약이 아이에게 해를 주는 것을 두려워하고, 자신이 벗은 옷아래에 아이를 숨겼다. 헤스의 기술에 의하면, '특수부대의 대원들은 특히 이 점을 주의해 지켜'있어 아이들도 데려 오도록 여자들에게 호소하고 있었다. '이러한 방식으로 옷을 탈의하는 불안감에 의해서' 울기 시작할지도 모르는 해장의 아이들을 달래는 것도 존다코만드의 임무다.
그러나, 이러한 방법으로 모든 죄수가 속은 것은 아니었다. 유태인중에는, '그런데도 자신의 전방에 무엇이 기다리고 있을까 예상 내지 이해하고 있었다'던가, '눈앞의 무서운 광경에도 불구하고, 아이를 격려하기 위해서 농담을 말하는 용기를 보였다'사람도 있었다고 헤스는 전하고 있다. 몇 명의 여성은 갑자기 '탈의중에 굉장한 비명을 지르거나 머리카락을 긁어 모충분해 광인과 같이 절규했다'. 이러한 경우에는 즉석에서 존다코만드가 달려 들어 사살했다. 한편, 가스실에 데리고 가지기 전에 '아직 숨어 있는 동포가 있는 곳을 밝혔다'사람도 있었다.
죄수를 안에 넣고 도어를 닫으면, 미분말장의 트크로 B가 가스실의 천정에 열린 특수한 구멍으로부터 분사되었다. 수용소의 지휘관은 들여다 본 구멍으로부터 가스 처리가 끝난 것을 시인해, 준비나 뒷정리의 감독을 하는 것이 임무였다. 헤스는, 가스에 의해서 사망한 사체에는 '경련의 징조를 볼 수 없었다'라고 보고하고 있다. 아우슈비츠에 근무하고 있던 의사는, 트크로 B의 '폐를 마비시키는 효과'에 의해, 경련이 시작되기 전에 사망했기 때문이라고 추정했다.
가스 처리가 끝나면, 특수부대원이 시체를 옮기기 시작하고 금니를 뽑거나 머리카락을 깎아 떨어뜨린 후, 소각로 또는 시체를 태우는 구멍에 옮겨졌다. 어쨌든 시체는 소각처분 되지만, 불은 특수부대원에 의해서 피워졌다. 여분의 지방성분을 배출해, 항상 불을 불타 세워 두기 위해서 '불타는 시체의 산'이 뒤집어졌다. 존다코만드의 기능은 훌륭한 것이었다고 헤스는 말하고 있다. '그들도 또, 머지않아 같은 운명을 더듬게 되는 것을 충분히 알아'있었음에도 불구하고, '마치 이전부터 대량 살육자인 것과 같이, 그야말로 당연한 모습으로'솜씨 좋게 임무를 해냈다고 한다. 헤스에 의하면, 많은 존다코만드는 일을 하고 있는 동안, '시체의 소각등이 꺼림칙한 임무를 앞에 두고 있을 때조차'식사를 배달시키거나 담배를 피우고 있었다고 한다. 때때로 그들이 근친자의 시체를 우연히 만나는 일이 있어, '과연 이것에는 동요하고 있는 것은 분명했지만, …… 아무것도 소란은 일어나지 않았다'. 헤스는 가스실로부터 소각용의 구멍에 시체를 옮기고 있을 때에 자신의 아내의 사체를 발견한 남자에게 언급하고 있지만, '전혀 아무것도 일어나지 않는 것처럼'행동하고 있었다고 전하고 있다.
가스 처리의 모습을 시찰하기 위해서, 나치스당이나 SS의 고급장교가 아우슈비트를 방문하는 일이 있었다. 예외없이 '자신이 본 것에 깊게 충격을 받아', 몇 명의 '일찍이 나에게 유태인 근절의 필요성을 소리 높여 말한 사람조차, '유대인 문제의 최종적 해결'의 실태를 눈앞으로 하고 말을 잃고 있었다'라고 헤스는 쓰고 있다. 또 헤스는 어떻게 이 참상을 참을 수 있었는지 가끔 묻을 수 있었다고 한다. 그는 '총통의 명령을 실행해야 한다는 철의 의지다'라고 설명하고 있었지만, '분명하게 나보다 완강한 아이히만조차, 나와 직무를 바꾸고 싶다고는 결코 바라지 않았다'.

## 시체의 이용

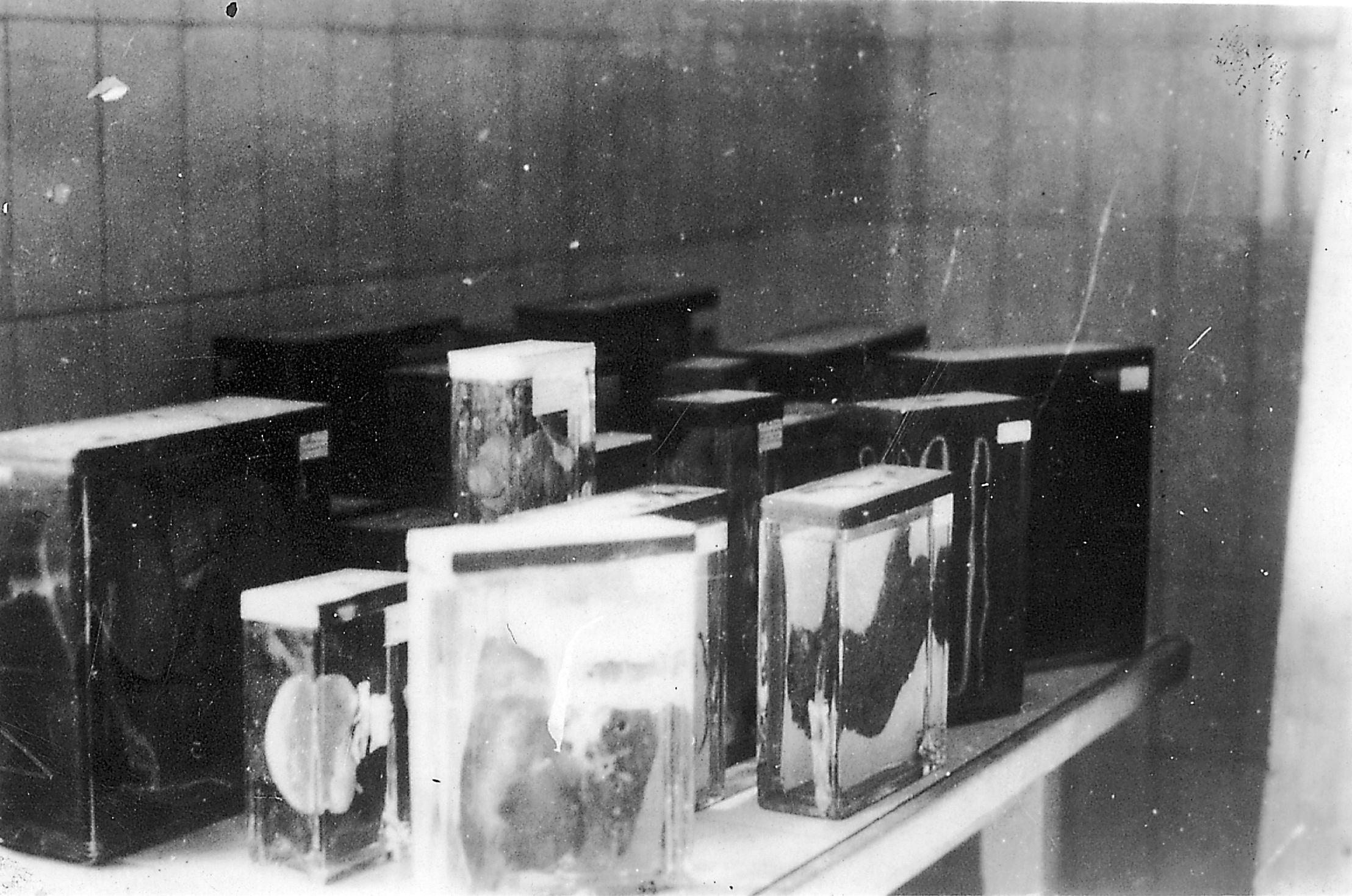
브헨바르트 강제 수용소의 소장 부인 일제 코흐에 의한, 시체로부터 벗긴 피부의 수집품으로 되어 있는 사진

존더코만도 (Sonderkommando) 로 불리는 특수부대는, 유태인의 시체로부터 의복이나 보석, 안경, 모발, 금니나 치아의 충전재 등, 재이용할 수 있을 것 같은 모든 것을 벗겨내는 임무를 매우 열심히 수행했다고 한다지만, 진위는 확실하지 않다. 나치스가 인간의 피부를 이용한 램프 쉐이드를 만들고 있었다고 주장하는 사람이 있지만, 이것은 물리적으로 가능하기는 하지만, 과학적으로 인간의 피부로부터 만든 램프 쉐이드가 발견되고 있는 것은 아니다. 미군의 클레이 장군의 진술에 의하면, 인간의 피부로부터 만들어졌다고 여겨지는 전등의 삿갓은, 염소의 가죽으로부터 만들어진 것이다. 마르틴 보어만의 아들(아버지와 동명)은 어느 인터뷰에서, 어렸을 적에 인간의 뼈로 만든 의자나 인간의 피부로 장정한 책을 본 적이 있다고 증언하고 있다. 문신이 베풀어진 피부는 때때로 벗겨내져 보존되었다. 그렇지만, 이것들도 실제로 현물이 발견되고 있는 것은 아니다. 브헨바르트에서는, 히바로족에 모방한 기술을 이용해 말린 것목이 만들어져 뉘른베르크 재판에 증거품으로 여겨졌다. 이것도 현재는 현물은 존재하지 않기 때문에, 진위는 어둠 중에 있다.
또 수용소에서는 Judenseife 즉 죽은 유태인의 지방으로 만들어진 비누를 제조하고 있었다는 사람도 있다. 약간 그러한 시도가 있었을지도 모르지만, 이것은 전후가 되고 나서 넓혀진 소문에 지나지 않는다고 현재는 생각되고 있다. 인간의 시체로부터 만들어지는 비누에 관한 인간 비누를 참조.

## 전후
1944년에 소련군이 폴란드에 침공하면, 수용소는 폐쇄되어 거기서 행해지고 있던 것을 은폐하기 위해서, 부분적으로인가 전부인가가 나치스에 의해 해체되었다. 전후 폴란드의 공산주의 정권은, 수용소의 잔존 부분도 한층 더 해체해, 노후에 맡겼다. 일찍이 수용소인 장소에는 여러 가지 기념비가 지어졌지만, 거기서 죽은 사람의 거의가 유태인이었던 것에 접한 것은 별로 볼 수 없었다.
1989년에 폴란드의 공산주의 정권이 붕괴한 이후, 수용소 철거지에 방문하기 쉬워진 적도 있어, 이러한 장소는 관광지가 되었다. 특히 가장 유명한 아우슈비츠(이것은 독일어로의 지명이며, 폴란드어에서는 오시피엔팀)를 방문하는 사람의 수는 증가했다. 유태인 단체와 폴란드인의 사이에서는, 이 장소에 무엇이 적격인가를 둘러싼 논의가 계속되고 있다. 유태인 단체는, 이 땅에 크리스트교의 기념비를 건조하는 것에 대해 강하게 반대하고 있다. 가장 유명한 예는 아우슈비츠의 십자가 ( Auschwitz cross)이다. 이 십자가는, 유태인을 근절하기 위해서 건조된 아우슈비츠 제2 수용소가 아니고, 희생자의 대부분이 폴란드인인 동 제1 수용소의 근처에 지어졌다.

### 홀로코스트 부인
적지 않은 단체나 개인이, 나치스가 강제 수용소를 이용해 절멸 정책을 실행하고 있던 것을 부정하거나 대량학살의 방법이나 규모에 의의를 나타내고 있다. 예를 들면, 로베르 포리손은 1979년에 '히틀러의 '가스실'은 존재하지 않았다'라고 주장했다. 포리손은, 가스실 따위는 원래 유태 민족주의자가 생각해 낸 것이라는 견해를 갖고 있다. 또 한사람의 유명한 부정파는, 영국의 역사가 데이비드 아비그로, 이 인물은 대량학살을 부인했기 때문에, 오스트리아에서 체포되어 징역형이 선고되었다. 오스트리아에서, 대량학살을 부인하는 것은 범죄 행위에 해당되기 때문이다.
많은 연구자나 역사가는, 생존자나 가해자에 의한 증언이나 물적 증거나 사진, 그리고 또 나치스 자신에 의한 기록 등을 증거로 하고, 대량학살은 없었다는 설을 부정하고 있다. 니트코 프로젝트, 데보라 리프슈탓트 ( Deborah Lipstadt)의 저작, 사이먼 비젠타르와 사이먼 비젠타르 센터의 활동이라는 노력이나, 또 수많은 대량학살 관련 자료 등에 의해서, 대량학살 부인이 추적·해명되고 있다(대량학살 부인론의 고찰을 참조). 라울 히르바그 ('유럽·유태인의 절멸'(" The Destruction of the European Jews ")의 저자), 루시 다비도비치 ( Lucy Dawidowicz, '유태인에 대한 전쟁'" The War Against the Jews "의 저자), 이언 커쇼 그 외 수많은 저명한 역사가의 저서는, 대량학살 부인론을 소수의 비주류인 과격파로서 물리치고 있다.

## 역사적 논의
강제 수용소와 대량학살을 둘러싼 현재의 역사적 논의는, 현지 주민의 관여에 대한 문제를 포함하고 있다. 많은 유태인이 크리스트교도의 근린 주민에 의해서 구해졌다고는 해도, 그 외의 주민은 유태인의 곤경을 무시하거나 당국에 인도하고 있기 때문이다. 게다가 수용소의 상당수는 현지 주민으로부터도 바라볼 수 있는 것이나, 수용소가 지역경제와 밀접한 관계에 있던 것 등도 밝혀지고 있다. 예를 들면, 수용소에서 필요한 물건은 부근에서 구입되고 수용소까지 도착되어 현지의 여성은 가사를 돕는 등 수용소와의 교류가 있었다. 나치스의 장교는 현지의 선술집의 단골객이 되어, 죄수로부터 모은 돈을 지불에 충당했다. 따라서, 수용소 내에서 무엇이 일어나고 있었는가는 일반인에게는 숨겨져 있었다는, 수용소 부근의 주민에 의한 주장의 진위성은, 근년의 역사적 연구에 의해서 서서히 줄어들고 있는실정이다.

## 참고 문헌
- Gilbert, Martin: Holocaust Journey: Travelling in Search of the Past, Phoenix 1997. This book gives an account of the sites of the extermination camps as they are today, plus a great deal of historical information about them and about the fate of the Jews of Poland.
- Klee, Ernst: “‘Turning the tap on was no big deal＇? The gassing doctors during the Nazi period and afterwards”, in Dauchau Review,  vol. 2, 1990
- Bartov, Omer, ed.: The Holocaust, 2000
- Gross, Jan T.: Neighbors: The Destruction of the Jewish Community in Jedwabne, Poland, 2002
- Levi, Primo: The Drowned and the Saved, 1986

## 같이 보기
- 일본의 전쟁 범죄